# Algir Lorenzon
Algir Lorenzon (Catuípe, 21 de abril de 1948) é um advogado e político brasileiro.
Foi vereador em Cruz Alta. Foi deputado estadual do Rio Grande do Sul, da 44ª até a 47ª legislatura.